# Corticeus unicolor
Corticeus unicolor, synoniem Hypophloeus unicolor en Hypophloeus castaneus, is een keversoort behorend tot de familie van de Zwartlijven (Tenebrionidae). De geslachtsnaam Corticeus (Latijnse cortex = schors) en Hypophloeus (van Oudgrieks ὑπὸ "hypó" voor "onder" en φλοιός "phloiós" voor "schors") verwijzen naar de habitat onder de schors. De kever is niet ongebruikelijk in Midden-Europa, maar valt vanwege zijn kleine formaat en verborgen manier van leven minder op. Omdat hij zich grotendeels voedt met schorskevers (Scolytinae), wordt hij tot de nuttige insecten gerekend.

## Kenmerken
De smalle, cilindrische kever is vijf tot zeven millimeter lang, maar slechts zo'n anderhalve millimeter breed. Het is kale en  donkerrode kever met fijn gestippelde dekschilden en een zwartachtige kop. Antennes en poten zijn iets bleker.
De kop is veel breder dan lang en grof en dicht doorboord. Het is ingesprongen tussen de ogen ter hoogte van de voorkant van het oog. De bovenlip is gescheiden van het hoofdschild door een synoviaal membraan. Dit synoviale membraan is iets glanzender dan de omliggende delen van het skelet en heeft een groefachtige uitsparing loodrecht op de lichaamsas. Tussen de voelsprieten loopt een tweede dwarsgroef. De punt van de bovenkaak is verdeeld. Het eindsegment van de lippalpen is eivormig, het eindsegment van de kaakpalpen is lang eivormig. De relatief platte samengestelde ogen zijn drie keer zo breed als lang. Ze strekken zich uit van de bovenkant van het hoofd over de zijkant ver naar beneden naar de onderkant van het hoofd tot aan het niveau van de basis van de onderkaak. De elfledige antennes reiken niet tot de achterrand van het pronotum en zijn komvormig vanaf het vierde segment, met uitzondering van het afgeronde eindsegment, en zijn breder dan lang.
Het matglanzende halsschild is slechts iets breder dan de kop, nauwelijks smaller dan de dekschilden en duidelijk langer dan breed. De zijkanten van het pronotum lopen bijna evenwijdig, de zijrand is gekanteld, evenals de rechte basis. De punctie van het pronotum bestaat uit duidelijke, langwerpige punten die onregelmatig en minder dicht zijn dan de punten op het hoofd. Het prosternum is naadloos versmolten met de zijstukken van de voorborst.
De matte dekschilden zijn samen bijna drie keer zo lang als breed. Ze dragen slecht ontwikkelde rijen stippen. De tussenruimtes zijn zeer fijn gestippeld. De schouderbulten zijn prominent, achter de dekschilden zijn de zijkanten evenwijdig. Ze eindigen samen in een afgeronde halfronde vorm.
De larven van het geslacht  hebben een breed afgerond, bruinachtig anaalsegment met een scherp gedefinieerde rand. De zijranden van de segmenten zijn bedekt met afzonderlijke, zeer lange borstelharen.

## Levenswijze
De thermofiele kever is te vinden onder de schors van verschillende soorten loofbomen. Het behoort tot de rottende houtbewoners en jaagt, net als zijn larven, op hun larven in het gangenstelsel van verschillende houtkevers. Schors-, knaag- en werfkevers worden genoemd. Het geeft de voorkeur aan bomen aan de randen van gemengde bossen, vooral door schorskevers aangetaste schimmelschors van beuken en eiken, verder naar het noorden vaak berken, in bergachtige gebieden ook naaldbomen. De soort komt ook voor in schimmels op beuken en berken. De kevers komen 's nachts tevoorschijn en zijn te vinden terwijl ze zich voeden met boomschimmels. In Engeland werden ze waargenomen van april tot oktober en kwamen ze het meest voor in september.

## Verspreiding
De soort is wijdverspreid in bijna heel Europa, behalve in het uiterste westen en oosten. In het westen ontbreekt het op het Iberisch schiereiland en in Ierland loopt de oostelijke verspreidingslimiet nabij Finland vanuit Scandinavië via de Baltische staten, Polen, Slowakije, Hongarije, Servië, Bulgarije en Griekenland. Er zijn geen meldingen uit Slovenië, Zwitserland, de regio Kaliningrad en Noord-Macedonië. In Nederland komt hij vrij algemeen voor. Buiten Europa is de kever gevonden in dennenplantages in Israël.